# Nyamusenyi (vattendrag i Cibitoke)
Nyamusenyi är ett vattendrag i Burundi.   Det ligger i provinsen Cibitoke, i den nordvästra delen av landet, 70 km norr om huvudstaden Bujumbura.
Omgivningarna runt Nyamusenyi är en mosaik av jordbruksmark och naturlig växtlighet. Runt Nyamusenyi är det tätbefolkat, med 331 invånare per kvadratkilometer.